# Euro Winners Cup femminile 2017
La Euro Winners Cup femminile 2017 è la 2ª edizione del torneo. Iniziata il 30 maggio 2017 e terminata il 4 giugno 2017.
La squadra vincitrice è l'Havana Shots Aargau che ha battuto in finale il Portsmouth per 4 a 3 dopo i tempi supplementari a Nazaré.

## Squadre partecipanti
È cresciuto a 20 squadre il numero di partecipanti rispetto alla prima edizione in cui erano solamente 12.
Successivamente al sorteggio dei gironi si è registrato il ritiro dell'Atla Ao.
| Gironi                | Gironi              | Gironi                  | Gironi              |
| --------------------- | ------------------- | ----------------------- | ------------------- |
| CD Bala Azul          | Terracina Femminile | Viod Driezum            | KU AZS UAM Poznan   |
| CD Huelva             | Terracina Ladies    | AO Kefallinia           | Vetlanda United     |
| Higicontrol Melilla   | WFC Zvezda          | Astra Hungary           | AF Leiria           |
| Grande Motte Pyramide | WFC Neva            | Beachkick Ladies Berlin | Havana Shots Aargau |
| Amneville             | HTC Zwolle          | Portsmouth              | Atlas AO            |

## Fase a gironi
Le squadre sono state divise in 5 gironi da quattro squadre ciascuno (tranne il gruppo E che è composto da 3 a causa del ritiro dell’Atlas Ao).
Passano alla fase ad eliminazione diretta le prime classificate più le 3 migliori seconde.

### Gruppo A
| Pos. | Squadra    | G | V | V+ | P | GF | GS | DG  | Pt |
| ---- | ---------- | - | - | -- | - | -- | -- | --- | -- |
| 1    | WFC Zvezda | 3 | 3 | 0  | 0 | 19 | 7  | +12 | 9  |
| 2    | AF Leiria  | 3 | 2 | 0  | 1 | 17 | 9  | +8  | 6  |
| 3    | HTC Zwolle | 3 | 1 | 0  | 2 | 19 | 21 | –2  | 3  |
| 4    | Amneville  | 3 | 0 | 0  | 3 | 10 | 28 | –18 | 0  |

| Squadra 1  | Risultato | Squadra 2  |
| ---------- | --------- | ---------- |
| Amneville  | 9-10      | HTC Zwolle |
| Af Leiria  | 2-4       | WFC Zvedza |
| WFC Zvedza | 9-1       | Amneville  |
| HTC Zwolle | 5-6       | Ad Leiria  |
| HTC Zwolle | 4-6       | WFC Zvezda |
| Amneville  | 0-9       | Af Leiria  |

### Gruppo B
| Pos. | Squadra                 | G | V | V+ | P | GF | GS | DG | Pt |
| ---- | ----------------------- | - | - | -- | - | -- | -- | -- | -- |
| 1    | KU AZS UAM Poznan       | 3 | 2 | 0  | 1 | 15 | 11 | +4 | 6  |
| 2    | Beachkick Ladies Berlin | 3 | 2 | 0  | 1 | 12 | 12 | 0  | 6  |
| 3    | Viod Driezum            | 3 | 1 | 0  | 2 | 16 | 16 | 0  | 3  |
| 4    | Grande Motte Pyramide   | 3 | 0 | 1  | 2 | 7  | 11 | –4 | 1  |

| Squadra 1               | Risultato     | Squadra 2               |
| ----------------------- | ------------- | ----------------------- |
| Viod Driezum            | 6-5           | KU AZS UAM Poznan       |
| Beachkick Ladies Berlin | 2-1           | Grande Motte Pyramide   |
| Grande Motte Pyramide   | 1-4           | KU AZS UAM Poznan       |
| Viod Driezum            | 5-6           | Beachkick Ladies Berlin |
| Viod Driezum            | 5-5 (1-2 dcr) | Grande Motte Pyramide   |
| Beachkick Ladies Berlin | 4-6           | KU AZS UAM Poznan       |

### Gruppo C
| Pos. | Squadra             | G | V | V+ | P | GF | GS | DG  | Pt |
| ---- | ------------------- | - | - | -- | - | -- | -- | --- | -- |
| 1    | Havana Shots Aargau | 3 | 2 | 1  | 0 | 14 | 8  | +6  | 8  |
| 2    | CD Huelva           | 3 | 1 | 1  | 1 | 10 | 6  | +4  | 4  |
| 3    | Vetlanda United     | 3 | 1 | 0  | 2 | 12 | 9  | +3  | 3  |
| 4    | AO Kefallinia       | 3 | 0 | 0  | 3 | 7  | 20 | –13 | 0  |

| Squadra 1           | Risultato     | Squadra 2           |
| ------------------- | ------------- | ------------------- |
| Vetlanda United     | 6-2           | AO Kefallinia       |
| CD Huelva           | 1-2           | Havana Shots Aargau |
| Vetlanda United     | 3-3 (2-3 dcr) | CD Huelva           |
| Havana Shots Aargau | 8-4           | AO Kefallinia       |
| CD Huelva           | 6-1           | AO Kefallinia       |
| Vetlanda United     | 4-3 (dts)     | Havana Shots Aargau |

### Gruppo D
| Pos. | Squadra             | G | V | V+ | P | GF | GS | DG | Pt |
| ---- | ------------------- | - | - | -- | - | -- | -- | -- | -- |
| 1    | Higicontrol Melilla | 3 | 2 | 0  | 1 | 11 | 10 | +1 | 6  |
| 2    | Terracina Femminile | 3 | 1 | 1  | 1 | 12 | 12 | 0  | 4  |
| 3    | WFC Neva            | 3 | 1 | 0  | 2 | 11 | 12 | –1 | 3  |
| 4    | Astra Hungary       | 3 | 1 | 0  | 2 | 11 | 11 | 0  | 3  |

| Squadra 1           | Risultato     | Squadra 2           |
| ------------------- | ------------- | ------------------- |
| Terracina Femminile | 3-5           | Higicontrol Melilla |
| Astra Hungary       | 3-5           | WFC Neva            |
| Higicontrol Melilla | 2-4           | Astra Hungary       |
| Terracina Femminile | 5-3           | WFC Neva            |
| Terracina Femminile | 4-4 (2-1 dcr) | Astra Hungary       |
| Higicontrol Melilla | 4-3           | WFC Neva Sociedad   |

### Gruppo E
| 1 | Portsmouth       | 2        | 2        | 0        | 0        | 9        | 5        | +4       | 6        |          |          |
| 2 | CD Bala Azul     | 2        | 1        | 0        | 1        | 7        | 5        | +2       | 3        |          |          |
| 3 | Terracina Ladies | 2        | 0        | 0        | 2        | 3        | 9        | –6       | 0        |          |          |
| – | Atlas AO         | Ritirata | Ritirata | Ritirata | Ritirata | Ritirata | Ritirata | Ritirata | Ritirata | Ritirata | Ritirata |

| Squadra 1        | Risultato | Squadra 2    |
| ---------------- | --------- | ------------ |
| Portsmouth       | 4-3       | CD Bala Azul |
| Terracina Ladies | 2-5       | Portsmouth   |
| Terracina Ladies | 1-4       | CD Bala Azul |

## Tabellone (fase finale)
|  | Quarti di finale | Quarti di finale    | Quarti di finale    |            |   | Semifinali          | Semifinali | Semifinali |  |  | Finale | Finale                    | Finale |
|  |                  |                     |                     |            |   |                     |            |            |  |  |        |                           |        |
|  | 1                | Higicontrol Melilla | 2                   |            |   |                     |            |            |  |  |        |                           |        |
|  | 8                | CD Bala Azul        | 1                   |            |   |                     |            |            |  |  |        |                           |        |
|  | 8                | CD Bala Azul        | 1                   |            |   | Higicontrol Melilla | 3          |            |  |  |        |                           |        |
|  |                  |                     |                     |            |   | Higicontrol Melilla | 3          |            |  |  |        |                           |        |
|  |                  |                     | Havana Shots Aargau | 5          |   |                     |            |            |  |  |        |                           |        |
|  | 4                | Havana Shots Aargau | Havana Shots Aargau | 5          | 3 |                     |            |            |  |  |        |                           |        |
|  | 4                | Havana Shots Aargau |                     |            | 3 |                     |            |            |  |  |        |                           |        |
|  | 5                | Terracina Femminile | 2                   |            |   |                     |            |            |  |  |        |                           |        |
|  |                  |                     |                     |            |   |                     |            |            |  |  |        | Havana Shots Aargau (dts) | 4      |
|  |                  |                     |                     | Portsmouth | 3 |                     |            |            |  |  |        |                           |        |
|  | 3                | Portsmouth          | 3                   |            |   |                     |            |            |  |  |        |                           |        |
|  | 6                | KU AZS UAM Poznan   | 1                   |            |   |                     |            |            |  |  |        |                           |        |
|  | 6                | KU AZS UAM Poznan   | 1                   |            |   | Portsmouth          | 4          |            |  |  |        |                           |        |
|  |                  |                     |                     |            |   | Portsmouth          | 4          |            |  |  |        |                           |        |
|  |                  |                     | WFC Zvezda          | 3          |   |                     |            |            |  |  |        |                           |        |
|  | 2                | WFC Zvezda          | WFC Zvezda          | 3          | 7 |                     |            |            |  |  |        |                           |        |
|  | 2                | WFC Zvezda          |                     |            | 7 |                     |            |            |  |  |        |                           |        |
|  | 7                | Beachkick L. Berlin | 3                   |            |   |                     |            |            |  |  |        |                           |        |

### Finale 3º-4º posto
| Squadra 1           | Risultato | Squadra 2  |
| ------------------- | --------- | ---------- |
| Higicontrol Melilla | 4-3       | WFC Zvedza |

## Piazzamenti

### 9º-16º posto

#### Quarti 9º-16º posto
| Squadra 1        | Risultato | Squadra 2  |
| ---------------- | --------- | ---------- |
| Terracina Ladies | 5-2       | CD Huelva  |
| Viod Driezum     | 4-3       | WFC Neva   |
| Vetlanda United  | 2-1       | HTC Zwolle |
| Astra Hungary    | 8-2       | AF Leiria  |

#### Semifinali 13º-16º posto
| Squadra 1  | Risultato | Squadra 2 |
| ---------- | --------- | --------- |
| HTC Zwolle | Rinuncia  | AF Leiria |
| CD Huelva  | 3-2       | WFC Neva  |

#### Semifinali 9º-12º posto
| Squadra 1        | Risultato | Squadra 2       |
| ---------------- | --------- | --------------- |
| Terracina Ladies | 7-3       | Viod Driezum    |
| Astra Hungary    | 7-1       | Vetlanda United |

#### Finale 15º-16º posto
| Squadra 1 | Risultato | Squadra 2 |
| --------- | --------- | --------- |
| WFC Neva  | 8-4       | AF Leiria |

#### Finale 13º-14º posto
| Squadra 1  | Risultato | Squadra 2 |
| ---------- | --------- | --------- |
| HTC Zwolle | 3-2       | CD Huelva |

#### Finale 11º-12º posto
| Squadra 1    | Risultato | Squadra 2       |
| ------------ | --------- | --------------- |
| Viod Driezum | 5-2       | Vetlanda United |

#### Finale 9º-10º posto
| Squadra 1     | Risultato | Squadra 2        |
| ------------- | --------- | ---------------- |
| Astra Hungary | 11-3      | Terracina Ladies |

### 5º-8º posto

#### Semifinali 5º-8º posto
| Squadra 1           | Risultato | Squadra 2               |
| ------------------- | --------- | ----------------------- |
| Terracina Femminile | 4-5       | CD Bala Azul            |
| KU AZS UAM Poznan   | 5-6       | Beachkick Ladies Berlin |

#### Finale 7º-8º posto
| Squadra 1         | Risultato | Squadra 2           |
| ----------------- | --------- | ------------------- |
| KU AZS UAM Poznan | 3-6       | Terracina Femminile |

#### Finale 5º-6º posto
| Squadra 1               | Risultato     | Squadra 2    |
| ----------------------- | ------------- | ------------ |
| Beachkick Ladies Berlin | 2-2 (0-1 dcr) | CD Bala Azul |

## Classifica finale
| Posizione | Squadra                 |
| --------- | ----------------------- |
|           | Havana Shots Aargau     |
| 2         | Portsmouth              |
| 3         | Higicontrol Melilla     |
| 4         | WFC Zvezda              |
| 5         | CD Bala Azul            |
| 6         | Beachkick Ladies Berlin |
| 7         | Terracina Femminile     |
| 8         | KU AZS UAM Poznan       |
| 9         | Astra Hungary           |
| 10        | Terracina Ladies        |
| 11        | Viod Driezum            |
| 12        | Vetlanda United         |
| 13        | CD Huelva               |
| 14        | HTC Zwolle              |
| 15        | WFC Neva                |
| 16        | AF Leiria               |
| 17–19     | Grande Motte Pyramide   |
| 17–19     | AO Kefallinia           |
| 17–19     | Amneville               |